# 温州隙蛛
温州隙蛛（学名：Coelotes wenzhouensis）为暗蛛科隙蛛属的动物。在中国大陆，分布于杭州等地，常见于洞穴、石稀、峭壁缝隙等。该物种的模式产地在温州。